# Nahid
Nahid és una pel·lícula dramàtica iraniana del 2015 dirigida per Ida Panahandeh. Es va projectar a la secció Un certain regard del Festival de Canes de 2015, on va guanyar un Premi Futur Prometedor, un guardó especial del jurat per a les òperes primes. S'ha doblat al català.